# Philippe Lot
Philippe Lot (Gravelines, 13 de junio de 1967) es un deportista francés que compitió en remo.
Ganó dos medallas en el Campeonato Mundial de Remo, en los años 1993 y 1994. Participó en los Juegos Olímpicos de Barcelona 1992, ocupando el quinto lugar en la prueba de cuatro con timonel.

## Palmarés internacional
| Campeonato Mundial | Campeonato Mundial            | Campeonato Mundial | Campeonato Mundial |
| Año                | Lugar                         | Medalla            | Prueba             |
| ------------------ | ----------------------------- | ------------------ | ------------------ |
| 1993               | Račice (República Checa)      | Medalla de oro     | Cuatro sin timonel |
| 1994               | Indianápolis (Estados Unidos) | Medalla de plata   | Cuatro sin timonel |